# うさぎ座ゼータ星
うさぎ座ζ星（ζ Leporis、ζ Lep）は、うさぎ座の方角に約71光年の距離にある恒星である。視等級は3.6で、肉眼でみることができる。うさぎ座ζ星は、小惑星帯が恒星の周りを取り巻いていると考えられている。

## 恒星
| 太陽 | うさぎ座ζ星 |
| ---- | ----------- |
| 太陽 | Exoplanet   |

うさぎ座ζ星は、スペクトル型がA2 VannのA型主系列星である。添字の"ann"は、この恒星が星団に属さないか、進化の進んだ星団の一員で、吸収線スペクトルが高速の自転によるドップラー偏移で広がって、非常にぼやけていることを表す。自転の下限速度は、245km/sと推定される。
うさぎ座ζ星は、質量が太陽の1.9倍、半径が太陽の1.5倍、光度が太陽の14倍と推定される。金属量、つまり水素とヘリウム以外の元素量は、太陽に比べて65%程度である。うさぎ座ζ星は若い恒星で、年齢はおよそ2億3000万年程度とみられるが、この見積もりにはかなり幅があり、5000万年から3億5000万年までとり得る。

## 小惑星帯
1983年に行われたIRAS衛星による赤外線放射の観測から、1986年には大きな赤外超過を持つことが知られ、星周塵が恒星の周りにあると考えられた。これは、半径およそ1,000AUの殻と考えれば説明できたが、うさぎ座ζ星の赤外線放射はそこまで大きな構造が検出されておらず、半径7AU程度の残骸円盤である可能性も考えられた。
2001年、ケックI望遠鏡による観測で、塵の分布をより精度よく制限したところ、塵粒子は概ね恒星から6AU以内に存在し、塵の温度は約320Kと見積もられた。塵が、恒星からの放射によって加熱されていると考えると、この温度から塵が存在できる場所は、恒星から2.8AUより外側となる。この塵は、恒星を取り巻く大規模な小惑星帯からもたらされると考えられている。
2007年には、ジェミニ南望遠鏡による観測で、塵の円盤が直接撮影された。これは、太陽系外で小惑星帯の証拠が検出された最初の例とされる。同観測では、小惑星帯の半径も3AUと推定され、これは太陽系の小惑星帯と似たような大きさとなる。ただし、この半径は典型的なもので、外側にもう一つ8AU程度まで広がる希薄な円盤がある可能性がある。また、その後のハーシェル宇宙望遠鏡による観測では、小惑星帯はもう少し外側で半径5-6AUを中心に分布するという主張もある。
円盤の推定質量は、塵粒子の分が地球の100万分の1程度であるが、塵粒子はポインティング・ロバートソン抵抗や、恒星からの放射圧によって、1万年から数万年で寿命を迎えるので、小惑星帯から塵が継続的に補充されていると考えられる。そこから推定した小惑星帯の質量は、およそ6 ×1026 gで、これは太陽系のメインベルト小惑星帯の1割程度の質量である。
| 名称 （恒星に近い順） | 質量   | 軌道長半径 （天文単位） | 公転周期 (日) | 軌道離心率 | 軌道傾斜角 | 半径 |
| --------------------- | ------ | ----------------------- | ------------- | ---------- | ---------- | ---- |
| 塵円盤（内側）        | 2—4 au | 2—4 au                  | 2—4 au        | 2—4 au     | —          | —    |
| 塵円盤（外側）        | 4—8 au | 4—8 au                  | 4—8 au        | 4—8 au     | —          | —    |

## 太陽系との接近
うさぎ座ζ星は、最近太陽系のごく近傍を通過したことがわかっている。ヒッパルコス衛星の観測結果による推定では、およそ100万年前に太陽から5.37光年まで接近した。その後、改正されたヒッパルコスのデータで推定したところでは、およそ86万年前に4.16光年まで接近したとみられる。